# NGC 148
NGC 148 (también conocida como PGC 2035) es una galaxia lenticular localizada a 40 000 años luz de distancia en la constelación de Sculptor.

## Descubrimiento
Fue descubierta el 28 de noviembre de 1785 por William Herschel. También fue observada el 14 de diciembre de 1830 por John Herschel y más tarde por Lewis Swift.

## Apariencia
John Dreyer como "bastante débil, bastante grande, un poco extendido 90°, muy gradualmente un pequeño medio brillante".  